# Falco biarmicus

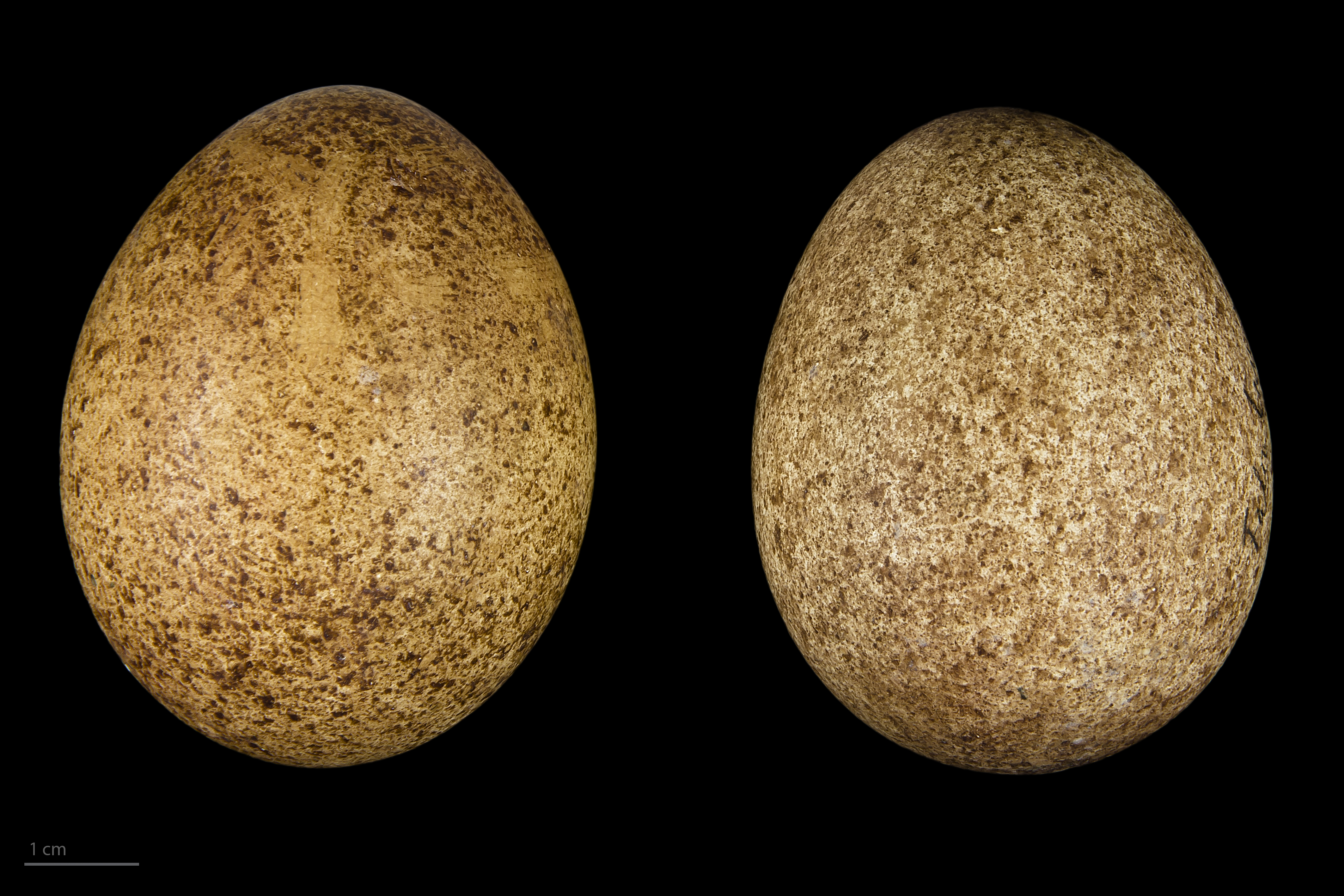
Falco biarmicus feldeggii - MHNT

El halcón borní,  barní o lanario (Falco biarmicus) es una especie de ave falconiforme de la familia Falconidae propia de África, sudeste de Europa, Cáucaso y Arabia. Generalmente es sedentario, pero algunos individuos se dispersan más de lo usual tras la temporada de apareamiento.
Mide hasta 46cm de largo. Las parejas que se aparean anidan típicamente en salientes rocosas de los acantilados.
Este robusto halcón cazador habita en desiertos y sabanas (praderas tropicales y subtropicales) con peñascos rocosos donde se posa y anida en bosques abiertos. Caza pájaros pequeños en vuelo, o atrapa presas en el suelo, aproximándose con un vuelo veloz, a baja altura. 
Las presas capturadas en vuelo incluyen murciélagos frugívoros y termitas aladas, así como aves. Las terrestres incluyen los francolines, pintadas y avutardas pequeñas. Cuando escasean las aves, captura ratas y grandes lagartos. Suele ser silencioso, pero las parejas que anidan emiten reclamos agudos, estridentes y parloteantes.

## Subespecies
Se conocen cinco subespecies de Falco biarmicus:
- Falco biarmicus feldeggii - de Sicilia y el sur de Italia a Armenia, Azerbaiyán y Líbano.
- Falco biarmicus erlangeri - de Mauritania a Marruecos y Tunicia.
- Falco biarmicus tanypterus - de Egipto y Sudán a Arabia, Israel e Irak.
- Falco biarmicus abyssinicus - de Senegal y Ghana a Etiopía, Somalia, Uganda y norte de Zaire.
- Falco biarmicus biarmicus - de Angola al sur de Zaire, Kenia y Sudáfrica.